# جیم هنسن
جیمز موری «جیم» هنسن (انگلیسی: James Maury Henson، ۲۴ سپتامبر ۱۹۳۶ – ۱۶ مه ۱۹۹۰) کارگردان، تهیه‌کننده و عروسک‌گردان آمریکایی برندهٔ جایزه امی بود. او خالق شخصیت‌های مجموعه خیابان سسامی و ماپت شو و همچنین فیلم‌های سینمایی همچون کریستال تاریک است. از عروسک‌های او در جنگ ستارگان اپیزود ششم: بازگشت جدای استفاده گردید. او دانش‌آموخته دانشگاه مریلند در کالج پارک بود.
زندگی اولیه و شروع کار
- جیم هنسون در گرینویل، میسیسیپیبه دنیا آمد و در لیلند، میسیسیپی و یونیورسیتی پارک، مریلند بزرگ شد.  
- در دوران دبیرستان به ساخت عروسک‌های نمایشی علاقه‌مند شد.  
- وقتی دانشجوی سال اول دانشگاه مریلندبود، با همکاری جین نبل(همدانشگاهی‌اش)، برنامه کوتاه کمدی «سَم و دوستان» (۱۹۵۵–۱۹۶۱) را برای شبکه WRC-TVخلق کرد.  
- هنسون و نبل در سال ۱۹۵۸ شرکت Muppet, Inc.(که امروز با نام The Jim Henson Company شناخته می‌شود) را تأسیس کردند و کمتر از یک سال بعد، در ۱۹۵۹ ازدواج نمودند.  
- هنسون از دانشگاه مریلند با مدرک اقتصاد خانگی فارغ‌التحصیل شد.  
عروج به شهرت جهانی
- در سال ۱۹۶۹، هنسون به برنامه کودک «خیابان سسمی» (۱۹۶۹–اکنون) پیوست و در طراحی شخصیت‌های عروسکی این مجموعه مشارکت کرد.  
- او و تیم خلاق‌اش در فصل اول برنامه کمدی «پخش زنده شنبه شب»** (۱۹۷۵–اکنون) نیز حضور یافتند.  
- در همین دوران، مجموعه کمدی «نمایش مامپت‌ها»(۱۹۷۶–۱۹۸۱) را تولید کرد.  
- هنسون انقلابی در نحوه فیلمبرداری و نمایش عروسک‌گردانی در رسانه‌های تصویری ایجاد کرد و به‌ویژه برای شخصیت‌هایی مثل قورباغه کرمیت، رالف سگ و عروسک‌های خیابان سسمی شهرت یافت.  
سال‌های پایانی و میراث ماندگار
- در سال‌های آخر عمرش، بنیاد جیم هنسون و کارگاه موجودات جیم هنسون را تأسیس کرد.  
- دو بار برای مشارکت در مجموعه‌های «قصه‌گو» (۱۹۸۷–۱۹۸۸) و «ساعت جیم هنسون» (۱۹۸۹) جایزه امی دریافت کرد.  
- هنسون در نیویورک سیتی به دلیل سندرم شوک سمی ناشی از عفونت استرپتوکوک پیوژنز درگذشت.  
- در زمان مرگش، در حال مذاکره برای فروش شرکتش به **شرکت والت دیزنی بود، اما پس از فوت او این گفت‌وگوها ناتمام ماند.  
- در سال ۱۹۹۱، ستاره‌ای در پیاده‌روی مشاهیر هالیوود به نام او ثبت شد و در سال ۲۰۱۱، عنوان «افسانه دیزنی»را دریافت کرد.  

## فیلم‌شناسی
- خیابان سسامی
- کریستال تاریک
- فرگل راک
- ماپت‌ها
- مارپیچ
- فیلم ماپت‌ها
- قصه‌گو

## جوایز
- جوایز اسکار: نامزدی ۱۹۶۶
- جوایز بافتا: ۱۹۹۲، ۱۹۷۸، ۱۹۷۹، ۱۹۸۰
- جوایز امی: ۱۹۷۶، ۱۹۷۹، ۱۹۸۵–۱۹۸۹، ۱۹۹۰، ۱۹۸۰، ۱۹۸۱[۳]